# Жестове с палец
Жестовете с палец, обикновено изпълнявани с палец нагоре или палец надолу, са често срещан жест на ръка, постигнат чрез затворен юмрук и изпънат палец нагоре или надолу, съответно в знак на одобрение или неодобрение.
Тези жестове са се превърнали в метафора на английски: „Публиката даде на филма палец нагоре“ означава, че публиката одобрява филма, независимо дали жестът всъщност е направен.

## История
Въпреки че точният източник на жеста с палеца е неясен, са предложени редица източници. Carleton S. Coon, след като е наблюдавал берберски макаци в Гибралтар с помощта на жеста, е предположил в антропологичната класика „The Story of Man“, че това е взаимно празнуване на противоположни палци. Предполага се обаче, че маймуните може просто да имитират хората.

### Древен Рим
Латинската фраза „pollice verso“ се използва в контекста на гладиаторска битка за жест на ръка, използван от тълпите в Древен Рим, за да се произнесе присъда върху победен гладиатор.
Макар да е ясно, че е бил замесен палецът, точният тип жест, описан от фразата pollice verso и нейното значение, са неясни в историческите и литературни записи. Според Антъни Корбийл, професор по класически изследвания, който задълбочено е изследвал практиката, жеста палец нагоре сигнализира за убийството на гладиатора (имитирайки вдигнат меч), докато „затворен юмрук с палец, който го обгръща“ означава да се пощади. В съвременната популярна култура, без историческа основа от Древен Рим, се предполага, че „палецът надолу“ е бил сигнал, че победеният гладиатор трябва да бъде осъден на смърт, а „палец нагоре“, че той трябва да бъде пощаден.

### Средновековие
Предполага се, че „палец нагоре“ е бил сигнал на английските стрелци, подготвящи се за битка, че всичко е наред с техния лък и те са готови да се бият. Преди употреба се проверява фистмела (или „височината на скобата“), което е разстоянието между тетивата и носа на английски дълъг лък. Този юмрук трябва да бъде около 18 см, което е приблизително същото като юмрук с изпънат палец. Терминът fistmele е саксонска дума, която се отнася до това измерване.

## Езикът на жестовете
- На гладиаторските борби в Древен Рим победителят разбира каква е съдбата на победения, от императора или високопоставено лице на трибуната, който протяга свита в юмрук ръка с пръст сочещ настрани. Ако със своето поведение, храброст и умения по време на боя, победеният е спечелил неговите симпатии, палецът се завърта нагоре, което е знак за помилване. Когато палецът посочи надолу означава смърт.
- В днешно време жест с палец нагоре означава „Всичко е наред“, одобрение, съгласие.
- При водолазите обаче вдигнат нагоре палец е знак за проблем, означаващ че трябва да се изплува нагоре.
- Вдигнат нагоре палец с протегната ръка е знак за автостоп.
- Палецът е така нареченият силен пръст. Без негова помощ е трудно да се държи нещо в ръка. Някои изследователи на невербалната комуникация виждат там връзката с израза и с жеста „стискам палци“ като пожелание за успех.

### В България
- Разпространени са две форми на стискането на палци – другите пръсти на ръката обхващат палеца или пръстите са свити и палецът притиска външната страна на показалеца.
- Обръщането на палеца надолу, обикновено в близост до чаша, е израз на желание чашата да бъде напълнена или допълнена; докато вдигнат палец и движение към устните означаващ пиене.
- Протегнатият напред палец (обикновено след облизване) е жест за хващане на бас. С него се сключват облози, изразява се убеденост в нещо или съмнение в правотата на някого.
- В края на 20 век вдигнат нагоре палец съпровождаше предизборните политически борби и митинги като знак за принадлежност към социалистите (БСП).

## Юникод
Юникод кодове, свързани с жестове с палеца, включват:
- U+1F44D 👍 (знак „палец нагоре“)
- U+1F44E 👎 (знак „палец надолу“)
- U+1F592 🖒 (обърнат знак „палец нагоре“)